# Don't Cha
"Don't Cha" (em português:  Você Não?)  é uma canção gravada pelo girl group americano The Pussycat Dolls para seu primeiro álbum de estúdio PCD (2005). A música conta com o rapper Busta Rhymes que co-escreveu a música com seu produtor, CeeLo Green. A música contém uma interpolação de "Swass", que é escrita e executada por Sir Mix-a-Lot . É uma música de R&B. "Don't Cha" foi originalmente gravado por Tori Alamaze, que lançou a música como seu primeiro single; no entanto, após o pouco sucesso e insatisfação com sua gravadora, ela desistiu de seus direitos sobre a música. Universal Music Group deu então para as Pussycat Dolls regravá-la.
"Don't Cha" recebeu críticas positivas de críticos de música, muitos dos quais destacaram como um destaque; no entanto, alguns deles criticaram a aparição de Busta Rhymes. A música foi um sucesso comercial, alcançando o número dois na parada Billboard Hot 100 e número um nas paradas Hot Dance Club Play e Pop 100. A música alcançou o número um em quinze países, incluindo Austrália, Canadá, Irlanda, Nova Zelândia e Reino Unido. Um videoclipe para a música foi dirigido por Paul Hunter apresenta o grupo em várias atividades, incluindo pulando em um trampolim e apostando corridas em jipes; ensaios de dança, entre outras atividades.

## Antecedentes
Em janeiro de 2004, Cee Lo Green terminou de escrever e produzir a música "Don't Cha", cujo refrão contém o gancho de "Swass" de Sir Mix-a-Lot, tirada do álbum de mesmo nome em um estúdio no porão em Atlanta, Georgia. A canção foi originalmente escrito para Tori Alamaze, ex- vocalista de apoio do duo de hip hop OutKast. Em novembro, a Alamaze assinou com a  Universal Records e decidiu lançar a música como seu primeiro single de seu álbum de estréia, que deveria ser lançado no mesmo ano. No entanto, meses depois, Alamaze decidiu se separar da gravadora porque ela estava "infeliz" e sentiu que ela "foi vítima de egos e favores". Assim, ela concordou em desistir de seus direitos sobre a música para se livrar do contrato. A música ainda estava tocando no rádio enquanto as cópias estavam disponíveis nas lojas. Sua versão da música recebeu pouca repercussão, alcançando várias paradas da Billboard, incluindo o gráfico Hot R&B/Hip-Hop Songs no número 53 e o segundo lugar no Bubbling Under Hot 100.
Enquanto isso, a Interscope Records assinou com o Pussycat Dolls, um sexteto extraído do grupo burlesco criado por Robin Antin. Depois que a Universal Records rescindiu com Almaze, a gravadora ainda estava muito interessada em "Don't Cha". Doug Morris - então presidente do Universal Music Group - sugeriu que "Don't Cha" deveria ser dado às Pussycat Dolls enquanto a gravadora tentava achar uma forma de lançar o girl group. Inicialmente, Green estava cético dizendo: "Eu não sabia muito sobre eles [...], mas quando eu descobri que a Interscope Records [pertencente à Universal] estava envolvida, essa era uma aliança que eu não hesitei. fazer." A versão das Pussycat Dolls foi gravada por volta de março de 2004, adicionando dois versos do rapper Busta Rhymes. A vocalista Nicole Scherzinger admitiu que dois registros pareciam idênticos. "Eu tinha a versão de [Alamaze] como guia. Mas a nossa é um pouco mais nova." Esta música foi inicialmente oferecida tanto para Sugababes quanto para Paris Hilton, mas ambas recusaram. Em 2006, Hilton afirmou que ela foi presenteada com a faixa, mas não ficou impressionada com isso, comentando. "Eu acho que ouvi a música, mas não no formato que todos nós conhecemos e amamos. Se eu tivesse ouvido assim, é claro que teria agarrado essa chance".

## Composição
"Don't Cha" é uma música de R&B que dura quatro minutos e trinta e dois segundos. A música foi escrita por Thomas Callaway, Anthony Ray e Trevor Smith e produzida por Callaway. De acordo com a partitura publicada pela Sony/ATV Music Publishing, "Don't Cha" foi composto usando o tempo comum na clave de Si bemol menor, e definido em um ritmo de hip hop moderado de 120 batimentos por minuto. Naomi West descreveu o rap de Busta Rhymes como "tagarela".
Falando de sua colaboração, Scherzinger disse: "Ele é muito divertido. Ele é tão humilde e faz você se sentir bem. Somos muito gratos que [Busta] fez isso e fez parte disso conosco. Nos sentimos abençoadas". As letras da música são sobre "insultar um homem infeliz com as letras, "Você não gostaria que sua namorada fosse gostosa como eu? / Não gostaria que sua namorada fosse maluca como eu?". O refrão da música é baseada na música "Swass" de Sir Mix A Lot (1988), e Maeve McDermott distinguiu "Don't Cha" de outras canções de grupos femininos como "Wannabe", "Independent Women" e "No Scrubs". que promovem a união feminina. Marisa Meltzer de The Daily Beast, sentiu que a letra da música "apresentava a crença de que o valor de uma mulher reside unicamente em sua aparência e permissividade sexual e apenas aumenta a noção de que as mulheres competem umas com as outras pelos homens".

## Recepção

### Crítica
"Don't Cha" recebeu críticas principalmente positivas. Sal Cinquemani descreveu a música como "grande e atrevida" acrescentando que "as Pussycat Dolls certamente esculpiram um nicho para si na história do pop do século XXI. Stephen Thomas Erlewine também favoreceu a música dizendo "
nunca houve uma canção de sexo tão conscientemente irônica, mas inegavelmente sexy como esta." Escrevendo para musicOMH, John Murphy descreveu "Don't Cha" como "um pequeno número sedoso e sexy que se tornará onipresente até o final do mês". acrescentando que Busta Rhymes é irritante. "É uma pena que Busta Rhymes é tão chato como sempre, mas ele não estraga muito a música." Spence D.escreveu que o "swagger" é o tipo de coisa que garotos e garotas desagradáveis podem gostar de fazer. Um revisor da Contactmusic.com deu a música 4 de 5 estrelas, favorecendo a "dose séria de alta energia e mensagem atrevida", enquanto criticou a música por não ter "qualquer talento vocal". Lisa Haines da BBC descreveu a faixa como "memorável". Ela continuou dizendo "[é] um dueto de R&B com Busta Rhymes, é facilmente o melhor". Isaac McCalla do About.com elogiou a música. "Este single é uma dose séria de música de alta energia, divertida e alegre." Azeem Ahmad também do musicOMH em um comentário separado comentou, "estranhamente 'Don't Cha' não é apenas um colírio para os olhos". No entanto, ele foi crítico afirmando: "nem mesmo a aparição de Busta Rhymes 'pode impedir que o Don't Cha pareça uma promoção para algum produto genérico destinado a homens jovens." Chuck Arnold e Ralph Novak da revista People escreveram que o grupo é "responsável pelo prazer mais culpado [de 2005]".

### Reconhecimentos
A canção foi nomeada como o single mais vendido do ano no Billboard Music Awards de 2005. No prêmio Billboard R&B/Hip-Hop de 2006, a música ganhou o prêmio na categoria Hot R&B/Hip-Hop Songs Sales. No 21º International Dance Music Awards, a canção foi indicada nas categorias Best R&B/Urban Dance Track e Best Pop Dance Track, vencendo a primeira. Em maio e agosto, a música foi listada como uma das ganhadoras dos Prêmios Pop e Prêmios Urban da Broadcast Music, Inc. (BMI). No mesmo ano, a música foi nomeada a Best R&B/Soul Single, Group, Band or Duo no Soul Train Music Awards.
O VH1 classificou "Don't Cha" no número 96 em sua lista das 100 Maiores Músicas dos anos 2000. The Daily Telegraph listou a música no número 58 nas "100 músicas que definiram os Noughties". A revista Billboard classificou "Don't Cha" no número 30 em sua lista das 100 melhores canções de grupos femininos de todos os tempos; Frank Digiacomo escreveu que, apesar de Tori Alamaze exala "a tensão sexual vigorosa que o refrão da música, exigi [...] o poder de estrela das Dolls, fez chegar até [o número dois]". Baseado no desempenho das paradas na Billboard Hot 100, "Don't Cha" é a 29ª música de maior sucesso de um girl group na parada.

## Desempenho comercial

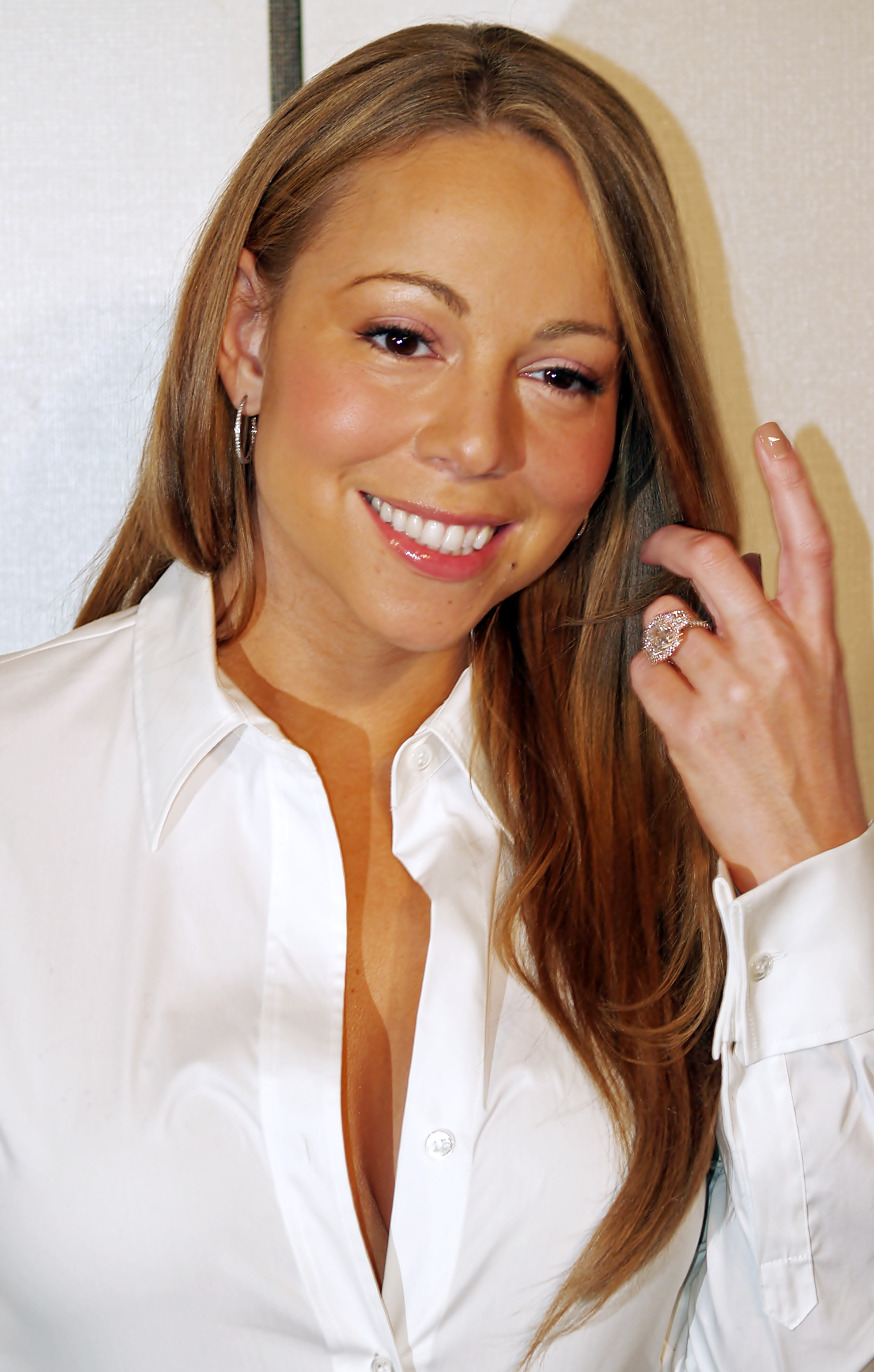
"We Belong Together" (2005) de Mariah Carey (foto) bloqueou "Don't Cha" da posição de topo nos EUA.

Nos Estados Unidos, "Don't Cha" estreou no número 95 na Billboard Hot 100 na edição de 7 de maio de 2005. Em sua décima semana, "Don't Cha" entrou no top 10 no número oito. A faixa alcançou o número dois em sua décima sexta semana, tornando-se o mais alto single no país. A música ficou lá por três semanas consecutivas, sendo detida no primeiro lugar por "We Belong Together" de Mariah Carey, que passou um total de 14 semanas não consecutivas no número um. Apesar da música não alcançar a primeira posição na Billboard Hot 100 alcançou o primeiro lugar no Hot Dance Club Play e Pop 100 e gráficos por três e sete semanas consecutivas, respectivamente. "Don't Cha" é a segunda música mais longa da Hot Digital Songs gastando 68 semanas atrás de "Since U Been Gone" da Kelly Clarkson e "Yeah!" da Usher, que ambos gastaram 74 semanas. "Don't Cha" levou três anos e meio para alcançar a marca de dois milhões em downloads pagos, e em maio de 2011 a música vendeu três milhões de cópias de acordo com a Nielsen Soundscan. A canção foi disco de platina pela Recording Industry Association of America (RIAA), por vender um milhão de cópias do single.
Em toda a Oceania, a música liderou as paradas em sua primeira semana na Austrália e na Nova Zelândia. "Don't Cha" passou 7 semanas não consecutivas no número um na Austrália, onde também permaneceu no gráfico por 23 semanas no total. Foi certificada duas vezes a certificação de platina pela Australian Recording Industry Association (ARIA). Na Nova Zelândia, a música alcançou o número um em sua primeira semana e passou mais da metade do seu tempo no gráfico entre os dez primeiros. Foi certificado ouro, vendendo mais de 7.500 cópias, de acordo com a Recording Industry Association of New Zealand (RIANZ).
No Reino Unido, antes do single "Don't Cha" chegou ao número 44 na importação. Na semana seguinte, a música alcançou o primeiro lugar no UK Singles Chart, fazendo das Pussycat Dolls o primeiro grupo feminino americano a liderar a parada de singles desde "Survivor" de Destiny's Child (2001) e o primeiro single da A&M Records a alcançar o número um desde "Where Is the Love?" (2003) do The Black Eyed Peas. Ele vendeu 85.021 cópias, substituindo o "Dare" do Gorillaz por quase quatro vezes mais vendas. Em sua segunda semana, o single teve um declínio nas vendas de 23%, para 65.122 cópias, mas permaneceu no topo, superando o resto dos singles por uma margem de mais de dois para um, quando o PCD estreou no oitavo lugar no UK Albums Chart. Em sua última semana, as vendas caíram 31,1% vendendo 44.897 cópias, superando 195.164 cópias após 20 dias, e se tornando a sétima mais vendida do ano naquele momento. Foi certificado de platina pela British Phonographic Industry (BPI) por vender de 600.000 cópias e em outubro de 2017 a música vendeu 634.000 em formatos físicos e de download e foi transmitida 11,5 milhões de vezes sendo a mais vendida do grupo no Reino Unido. De acordo com a Official Charts Company, "Don't Cha" é o 147º single mais vendido do século XXI. Na Irlanda, a música estreou em primeiro lugar no Irish Singles Chart e permaneceu por quatro semanas consecutivas. A canção também atingiu o pico em vários países europeus, incluindo Bélgica (Flandres), Alemanha, Noruega e Suíça. De acordo com a Nielsen Soundscan, até o final de 2005, "Don't Cha" foi a décima música mais vendida em downloads digitais em toda a Europa.

## Legado
Em setembro de 2011, a Billboard classificou "Don't Cha" como a terceira melhor canção do verão de 2005. Para reconhecer os filmes mais populares, programas de televisão, celebridades e música da década de 2000, "Don't Cha" foi destaque em I Love the 2000s do VH1. A Billboard também classificou a canção número 29 na lista das 40 Maiores Canções de Girl Groups, e a terceira no Singles Favoritos de Girl Groups na mesma semana. "Don't Cha" apareceu em várias contagens regressivas Fuse, incluindo o número 41 em Girls Who Run The World, no número 51 no Top 100 Pop Breakthroughs, número 14 no Top 100 Sexy Beats.

## Uso em versões de mídia e covers
A música é destaque nos filmes Alvin e os Esquilos, Força G, Date Movie, e Norbit. Também foi usado no filme de comédia de 2010 Easy A. A canção foi usada em um comercial de 2007 para a cerveja Heineken. No Reino Unido, a música foi apresentada como uma música de fundo para um comercial de televisão de 2015 para Moneysupermarket.com; sendo estrelado por Sharon Osbourne. A música foi destaque em um episódio do O Rei do Pedaço em uma cena em que Bobby estava dançando. Além disso, foi apresentado em "Exposed", o sexto episódio da quinta temporada da série de TV Smallville, em uma cena em que Lois Lane (Erica Durance) vai disfarçada como uma dançarina de strip-tease para investigar a morte de uma stripper ligada a um senador, amigo de longa data de Jonathan Kent, o pai adotivo de Clark Kent. A música também é apresentada no filme de 2005 da Metro-Goldwyn-Mayer, Beauty Shop, estrelado por Queen Latifah e Alicia Silverstone.
Vários artistas gravaram versões cover de "Don't Cha". Em 2006, "Weird Al" Yankovic incluiu a música em seu medley, de seu álbum de 2006, Straight Outta Lynwood. A boyband irlandesa, Westlife cantou "Don't Cha" durante suas duas turnês; Face to Face Tour (2006) e sua última, Greatest Hits Tour (2012). Em 2007, Dan le Sac vs Scroobius Pip colocou elementos da música em sua música "Thou Shalt Always Kill". Richard Cheese regravou a música em seu álbum Viva La Vodka de 2009. The Baseballs também regravou a música em seu álbum de estréia de 2009, Strike!. Garbage deu a impressão de que sua música "Betcha" era uma versão cover de "Don't Cha"; no entanto, a canção aludiu a faixa nas letras: Thomas Callaway, Anthony Ray e Trever Smith, os escritores de "Don't Cha" não recebem qualquer crédito de compositor por "Betcha". Colbie Caillat cantou a música em um evento da Pepsi. Um grupo de audição da versão francesa do X Factor chamado Creme de la Femme, cantou a música durante o processo de audição. Rylan Clark cantou a música durante os estágios de bootcamp no The Voice em 2012. Um concorrente do The Voice chamado Domo, cantou a música durante as audições cegas do show em 2012. Myrtle Sarrosa se apresentou a música na sétima semana da segunda temporada da edição filipina de Your Face Sounds Familiar, personificando Nicole Scherzinger.

## Performances ao vivo
As Pussycat Dolls foram as últimas apresentações do festival de música Wango Tango da KIIS-FM, que aconteceu em Los Angeles, em 14 de maio de 2005. Antes da apresentação, Scherzinger disse: "Estamos muito empolgadas [por tocar esta noite]. Espere, Vai ser incrível." Enquanto fechavam seu set com "Don't Cha", Brandee J. Tecson, da MTV, comentou: "Como muitos dos artistas do dia, os Dolls eram novatas no palco de Wango, mas terminaram a noite como veteranos". Em 14 de agosto de 2005, as Pussycat Dolls apresentaram "Don't Cha" no Teen Choice Awards de 2005, Em dezembro o grupo se apresentou KIIS-FM Jingle Ball com vestindo "tops listrados de doce de cana e calças capri vermelhas e verdes". O set list incluía "Don't Cha", "Stickwitu" e "Wait a Minute". Em 30 de junho de 2006, The Pussycat Dolls se apresentou no Good Morning America como parte de sua série de concertos de verão junto com "Buttons" e "Stickwitu". Busta Rhymes incluiu a música em sua lista ao abrir para a turnê The Adventures of Mimi de Mariah Carey.
Em 7 de julho de 2007, The Pussycat Dolls, juntamente com outros artistas, se apresentou no Live Earth Concerts, que foi realizado para aumentar a conscientização sobre o aquecimento global. Eles realizaram "Don't Cha", "Stickwitu" e "Buttons". O grupo então cantou a música no Walmart Soundcheck, junto com "I Hate This Part",  "Buttons", "When I Grow Up" e "Takin' Over the World". As Pussycat Dolls também performaram "Don't Cha" na Doll Domination Tour (2009). Maureen Ellis do Evening Times disse que o "encore de alta energia de 'Don't Cha' e 'When I Grow Up' garantiu que as Dolls reinassem supremas.

## Videoclipe

### Conceito
Um videoclipe de acompanhamento para "Don't Cha" foi dirigido por Paul Hunter durante a semana de 11 de abril de 2005. Nicole Scherzinger disse à MTV News que o vídeo era baseado em diversão. "Busta Rhymes é muito legal, cara. Ele é muito divertido. Ele é tão humilde e faz você se sentir bem. Quando você está perto dele, você se sente mágico. As letras são: 'Você não gostaria que sua namorada fosse como eu?." Mas se você ver o vídeo, é tudo sobre ser quem você é, se divertir e ser confiante - e se sentir bem. Não é muito sobre ficar sexy ... apesar que parecer sexy seja importante".

### Sinopse
A sequência de abertura do vídeo mostra as Pussycat Dolls andando de jipe e Busta Rhymes cantando ao mesmo tempo. O vídeo continua a alternar de Scherzinger cantando suas partes separadamente e as outras Pussycat Dolls cantando junto. Scherzinger é vista ao longo do vídeo usando o infame "Don't Cha" hoodie que apresenta a primeira linha do refrão ("Você não gostaria que sua namorada fosse gostosa como eu?") na parte superior de seu suéter. Uma vez que o coro entra em cena, o grupo é visto ensaiando uma coreografia cercadas por paredes com grafites impressos em cada lado. Então, o grupo é visto em uma festa subterrânea onde cada integrante está pulando de um trampolim de chão. As Pussycat Dolls são vistas cercadas por convidados na festa enquanto se aproximam de uma escada. Quando as garotas estão no chão, outra coregografia de dança é executada. Busta Rhymes é destaque na cena seguinte, onde ele canta seu verso final. A cena continua a alternar entre Scherzinger e Busta Rhymes juntos e Scherzinger com o grupo até o refrão começar novamente e Scherzinger estando no centro do grupo e então se levanta e chuta duas cadeiras na frente dela. As Pussycat Dolls continuam a dançar e cantar até o final do vídeo. Claude Racine, Robin Antin e Cee-Lo Green fazem aparições no vídeo até o final.

### Reconhecimento
Brandee J. Tecson, da MTV, comentou: "deixe as Pussycat Dolls colocar alguém em seu videoclipe que possa realmente roubar a atenção de seis garotas seminuas". Billy Johnson Jr. do Yahoo! Music disse: "na frente e no centro, a deslumbrante Nicole Scherzinger, cercada de boa companhia, pulava em regatas e shorts curtos enquanto corria em jipes conversíveis. Elas ergueram o bar." O VH1 listou "Don't Cha" no número catorze em seu Top 40 Videos de 2005. O videoclipe foi indicado para Melhor Vídeo de Dança no International Dance Music Awards de 2006. Ele também foi indicado para Melhor vídeo de R&B no MTV Australia Video Music Awards de 2006, mas perdeu para Run It! de Chris Brown. A Billboard descreveu o videoclipe da música como "icônico" para grupos femininos. Andrew Unterberger, da Billboard, disse: "Era inevitável que a música e o vídeo se tornassem massivos, com a música esquentando a parada da Hot 100 e o vídeo estabelecendo o grupo como a base da MTV para vídeos subseqüentes (embora não tão memoráveis)."

## Álbuns & Faixas
| Álbum Single - Estados Unidos 1. "Don't Cha" (Versão da Rádio) - 4:00 2. "Don't Cha" (Com a Participação de Busta Rhymes) (Edição "Limpa") - 3:39 Álbum Single - Estados Unidos (Relançado) 1. "Don't Cha" (Com a Participação de Busta Rhymes) (More Booty mix - Explícita) 2. "Don't Cha" (More Booty Mix sem o Rap - Explícita) Álbum Maxi Single - Estados Unidos 1. "Don't Cha" (Ralphi Rosario Hot Freak Radio Mix) 2. "Don't Cha" (Kaskade Versão da Rádio) 3. "Don't Cha" (Ralphi's Hot Freak 12" Vox Mix) 4. "Don't Cha" (Kaskade Club Mix) 5. "Don't Cha" (DJ Dan's Sqweegee Dub) | Álbum Single - Reino Unido 1. "Don't Cha" (Com a Participação de Busta Rhymes) (Principal - Explícita) 2. "Don't Cha" (Versão da Rádio) Álbum Maxi Single - Reino Unido 1. "Don't Cha" (Com a Participação de Busta Rhymes) (Principal - Explícita) 2. "Don't Cha" (Com a Participação de Busta Rhymes) (More Booty Mix - Explícita) 3. "Don't Cha" (Versão da Rádio) 4. "Don't Cha" (Com a Participação de Busta Rhymes) (Videoclipe) Álbum Promocional - Estados Unidos (Apenas nomeado como "PCD com participação de Busta Rhymes") 1. "Don't Cha" (Com a Participação de Busta Rhymes) (Edição "Limpa") 2. "Don't Cha" (Instrumental) 3. "Don't Cha" (Versão da Rádio) 4. "Don't Cha" (Reggaeton Remix) |

## Créditos e equipe
Créditos adaptados das notas do encarte de PCD.
Amostra
- Contém interpolações de "Swass" originalmente gravada por Sir Mix-a-Lot.

Equipe
- Nicole Scherzinger – vocais principais
- Carmit Bachar – vocais de apoio
- Ashley Roberts – vocais de apoio
- Jessica Sutta – vocais de apoio
- Melody Thornton – vocais de apoio
- Kimberly Wyatt – vocais de apoio
- CeeLo Green – compositor, produção, vocais de apoio
- Busta Rhymes – compositor, vocais
- Sir Mix-a-Lot – compositor
- Ethan Mates – engenheiro
- Steve Baughman – mixagem
- Bill Churchville – trompete
- Nick Lane – trombone
- Ray Herrmann – saxofone
- John Goux – guitarra

## Desempenho nas tabelas musicais
| Chart (2005–06)                                | Maior posição |
| ---------------------------------------------- | ------------- |
| O campo songid é OBRIGATÓRIO PARA PARADA ALEMÃ | 1             |
| Austrália (ARIA)                               | 1             |
| Austrália (Club Tracks)                        | 11            |
| Áustria (Ö3 Austria Top 75)                    | 1             |
| Bélgica (Ultratop 50 de Flandres)              | 1             |
| Bélgica (Ultratop 50 da Valônia)               | 4             |
| Canadá (Canadian Singles Chart)                | 1             |
| Dinamarca (Hitlisten)                          | 1             |
| Escócia (Scottish Singles Chart)               | 1             |
| Europa (Billboard European Hot 100 Singles)    | 1             |
| Estados Unidos (Billboard Hot 100)             | 2             |
| Estados Unidos (Billboard Dance Club Songs)    | 1             |
| Estados Unidos (Billboard R&B/Hip-Hop Songs)   | 8             |
| Estados Unidos (Billboard Mainstream Top 40)   | 2             |
| Finlândia (Suomen virallinen lista)            | 7             |
| França (SNEP)                                  | 6             |
| Hungria (Rádiós Top 40)                        | 6             |
| Hungria (Dance Top 40)                         | 1             |
| Irlanda (IRMA)                                 | 1             |
| Itália (FIMI)                                  | 5             |
| Noruega (VG-lista)                             | 1             |
| Nova Zelândia (Recorded Music NZ)              | 1             |
| Países Baixos (Dutch Top 40)                   | 1             |
| Países Baixos (Single Top 100)                 | 1             |
| Reino Unido (UK Singles Chart)                 | 1             |
| Reino Unido (OCC UK R&B)                       | 1             |
| República Checa (Rádio Top 100)                | 8             |
| Suécia (Sverigetopplistan)                     | 5             |
| Suíça (Schweizer Hitparade)                    | 1             |

| Chart (2005)                          | Posição |
| ------------------------------------- | ------- |
| Alemanha (Official German Charts)     | 8       |
| Austrália (ARIA)                      | 2       |
| Austrália (ARIA Urban)                | 1       |
| Áustria (Ö3 Austria Top 40)           | 11      |
| Bélgica (Ultratop 50 Flanders)        | 12      |
| Bélgica (Ultratop 50 Wallonia)        | 22      |
| Europa (European Hot 100 Singles)     | 2       |
| Irlanda (IRMA)                        | 7       |
| Nova Zelândia (RMNZ)                  | 5       |
| Reino Unido (Official Charts Company) | 5       |
| Suécia (Sverigetopplistan)            | 31      |
| Suíça (Schweizer Hitparade)           | 5       |
| Chart (2006)                          | Posição |
| Alemanha (Official German Charts)     | 95      |
| EUA (Billboard Hot Digital Songs)     | 44      |
| Reino Unido (Official Charts Company) | 125     |

| Chart (2000–2009)                     | Posição |
| ------------------------------------- | ------- |
| Alemanha (Media Control Charts)       | 90      |
| Austrália (ARIA)                      | 31      |
| Reino Unido (Official Charts Company) | 73      |

| Chart (Século 21)                     | Posição |
| ------------------------------------- | ------- |
| Reino Unido (Official Charts Company) | 147     |

## Vendas e certificações
| Região                                                                                             | Certificação | Vendas     |
| -------------------------------------------------------------------------------------------------- | ------------ | ---------- |
| Alemanha (BVMI)                                                                                    | Platina      | 300,000^   |
| Austrália (ARIA)                                                                                   | 2× Platina   | 140,000^   |
| Áustria (IFPI Áustria)                                                                             | Ouro         | 140,000*   |
| Bélgica (BEA)                                                                                      | Platina      | 10,000*    |
| Estados Unidos (RIAA)                                                                              | Platina      | 3,000,000  |
| Nova Zelândia (RMNZ)                                                                               | Ouro         | 5,000*     |
| Reino Unido (BPI)                                                                                  | Platina      | 800,000    |
| Suécia (GLF)                                                                                       | Ouro         | 10,000^    |
| Suíça (IFPI Suíça)                                                                                 | Ouro         | 20,000^    |
| Ringtone                                                                                           |              |            |
| Estados Unidos (RIAA)                                                                              | Platina      | 1,000,000^ |
| *números de vendas baseados somente na certificação ^distribuições baseadas apenas na certificação |              |            |